# Heliotropium agdense
Heliotropium agdense är en strävbladig växtart som beskrevs av Bge. Heliotropium agdense ingår i Heliotropsläktet som ingår i familjen strävbladiga växter. Inga underarter finns listade i Catalogue of Life.